# Gajah Mati (Sungai Rumbai)
Gajah Mati is een bestuurslaag in het regentschap Muko-Muko van de provincie Bengkulu, Indonesië. Gajah Mati telt 697 inwoners (volkstelling 2010).